# Elisabet av Ungern (hertiginna av Böhmen)
Elisabet av Ungern, född okänt år, död efter 1189, var en hertiginna av Böhmen, gift med hertig Fredrik I av Böhmen.  Hon var dotter till Geza II av Ungern. Hon var regent under makens frånvaro 1179, 1184, och 1189.
Vigseln ägde troligen rum år 1157, även om det inte är bekräftat. 
Elisabet blev hertiginna första gången 1172, då maken tillfälligt blev Böhmens regent. År 1178 besteg maken åter tronen. År 1179 försvarade Elisabet som regent under makens frånvaro Prag mot sin svåger Sobeslav II av Böhmen. Hon vann striden, och stred själv på slagfältet med kyrkliga tecken i sitt banér. 
År 1184 upprepade hon samma strid mot samma motståndare och vann igen. År 1189 fick hon överlämna Prag till Konrad II av Böhmen.     